# Die Sprache der Tonart
Die Sprache der Tonart in der Musik von Bach bis Bruckner (Untertitel: mit besonderer Berücksichtigung des Wagnerschen Musikdramas) ist ein betrachtendes Überblickswerk des Orientalisten Hermann Beckh, das das Wesen der Tonarten im Sinne einer Tonartencharakteristik darstellt.

## Entstehung
Beckh verfasste zunächst 1922 die kleinere Schrift Vom geistigen Wesen der Tonarten, die bei Preuß und Jünger in Breslau erschien. Das umfassendere Werk Die Sprache der Tonart in der Musik von Bach bis Bruckner wurde im Vorwort der dritten Auflage von Vom geistigen Wesen der Tonarten angekündigt und wenige Wochen vor dem Tode des Autors im März 1937 fertiggestellt.

## Inhalt
Beckh teilte die Tonarten in drei Kreuze ein. Jedes Kreuz besteht aus zwei Tonarten, die so weit wie möglich, also um sechs Halbtöne, auseinanderliegen, und  denjenigen anderen beiden Tonarten, die gegen die beiden ersten Tonarten um drei Halbtonschritte versetzt sind. Beckh nahm #- und b-Tonarten sowie Dur und Moll arbeitsweise in Eines und erhielt dadurch, von zwölf Halbtönen ausgehend, die „Kreuze“ C/Fis über A/Es, D/As über F/H und G/Des über B/E. Diesen drei „Kreuzen“ stellte er die vier in sich besonders weichen und ausgeglichenen „Dreiecke“ C/E/As, F/A/Des, B/D/Ges und Es/G/Ces entgegen.
Beckh postulierte innere bzw. geistige Tonarten, die Schaffende wie Bach oder Wagner unabhängig von den Zufälligkeiten der Instrumentenstimmung im jeweiligen geschichtlichen Augenblick durch ihre Kompositionen stärker oder schwächer herausgearbeitet haben und die man im Hören aktiv „zurechtsetze“. Das temperierte System behindere einen bei einem solchen Zurechtsetzen nicht, da es aus „der Logik des Musikalischen selbst“ entspringe und die einander entsprechenden #- bzw. b-Tonarten auch in ihm noch als höhere bzw. tiefere „Parallelen“ empfunden werden können. Beckh sah in Fis / Ges die helleren #- und die dunkleren b-Tonarten „in die Waage treten“ bzw., im temperierten System, ineinander übergehen.
C sei wirklich bzw. auch im Geistigen „der Grundton“, C-Dur „die Grundtonart“ (der „[musikalische] Sonnenaufgang“), „von der jede Betrachtung der Tonarten auszugehen“ habe.  Beckh stellte den „hellen“ Tonarten der einen Hälfte des Quintenzirkels – C-Dur, G-Dur, D-Dur, A-Dur, E-Dur, H-Dur und Fis-Dur – die „dunklen“ Tonarten der anderen Hälfte des Quintenzirkels – Des-Dur, As-Dur, Es-Dur, B-Dur und F-Dur – gegenüber. Dabei macht er bezüglich der halb hell, halb dunkel gedachten Tonarten F-Dur und Fis-Dur / Ges-Dur gewisse Einschränkungen geltend. Er sieht den Tonartenkreis, im Sinne des Quintenzirkels (C – G – D – A – E – H – Fis / Ges – Des – As – Es – B – F) gedacht, umso mehr als dem Wechseln zwischen Hell und Dunkel im Kreisen der Himmelskörper gleichlaufend, als „alles Musikalische ohnehin dem Gebiet des Zeitlich-Rhythmischen“ angehöre. In diesem Sinne entfalle auf jede Tonart gleichsam „ein rhythmisches Bahnstück des in Bewegung gedachten Gesamtkreises, das wir einem bestimmten Abschnitt der Sonnenbahn im Tageslauf oder im Jahreslauf vergleichen können“ (F-Dur vor Sonnenaufgang, Fis- / Ges-Dur nach Sonnenuntergang). Im Bereich des an sich schon dunkleren Moll-Charakters erkennt Beckh in einer weiteren, um drei Quinten nach unten zurückversetzten Hälfte des Quintenzirkels – es-Moll, b-Moll, f-Moll, c-Moll, g-Moll und d-Moll – eine umfassendere Gruppe besonders dunkler und in e-Moll, h-Moll, fis-Moll und cis-Moll eine Gruppe „relativ heller“ Tonarten, zwischen denen in diesem Falle a-Moll (vom Dunklen ins Helle) und as-Moll (vom Hellen ins Dunkle) ausgleichen. Daraus leitet er ab, dass die Dur-Tonarten von den ihnen jeweils gleich notierten Mollparallelen (also z. B. C-Dur von a-Moll usw.) nicht etwa alle gleich-, sondern unterschiedlich stark abschatten, da nicht etwa immer nur helle Dur-Tonarten dunkle Moll-Tonarten, sondern wechselweise auch besonders helle Dur-Tonarten verhältnismäßig helle Moll-Tonarten und verhältnismäßig dunkle Dur-Tonarten besonders dunkle Moll-Tonarten als Parallelen haben.
Beckh betonte, dass seine Vergleiche mit dem Tages- bzw. mit dem Jahreslauf letzten Endes auf einen „Welt und Leben überhaupt beherrschenden, großen Rhythmus“ hinweisen, in dem durch C-Dur „das Licht der Sinneswelt sich aufschließt“ und durch Fis- / Ges-Dur „das Licht der Sinne wiederum erlischt“ bzw. Dur „in das Licht der Sinneswelt“ und Moll „mehr in das Licht der geistigen Welt, das für die äußeren Sinne Dunkel ist“, führe.
Beckh postulierte die Dur-Tonarten, die mit den für ihn besonders dunklen Moll-Tonarten gleichnamig sind – Es-Dur, B-Dur, F-Dur, C-Dur, G-Dur und D-Dur – als „aufwärtsstrebende“, die Tonarten der anderen Hälfte des Quintenzirkels – A-Dur, E-Dur, H-Dur, Fis-Dur, Ges-Dur, Des-Dur, As-Dur – als „abwärtsgehende“ Tonarten, wobei den aufwärtsstrebenden stärker das Klare, Nüchterne und in die Sinneswelt Reichende, den abwärtsgehenden stärker „ein Element des Romantischen und Poetischen“ und eine Drift nach dem Schlummer und dem Tode eigne. Im Moll-Bereich diagnostiziert er das Sinnenfreudige dagegen nicht bei den besonders dunklen (und mit den „aufwärtsstrebenden“ Dur-Tonarten gleichnamigen), sondern ganz im Gegenteil bei den hier noch am hellsten strahlenden Tonarten a-Moll, e-Moll, fis-Moll, cis-Moll und as-Moll.

### Die einzelnen Tonarten
Beckh erläuterte seine Schau vom Wesen der einzelnen Dur-Tonarten, jeweils mit Seitenblicken auf die Mollparallele, anhand zahlreicher Werke Bachs, Wagners, Bruckners, Beethovens, Chopins, Haydns, Schumanns, Webers, Mozarts, Griegs, Verdis, Liszts, Schuberts, Tschaikowskis, Brahms’ und Mendelssohns.

#### Das „C-Dur-Kreuz“ (C – Fis – Es – A)
Die Gruppe gilt Beckh als das Kreuz des Physischen. Sie strotze vom Willensmäßigen und könne im religiösen Sinne mit dem Vater verbunden werden.
Beckh sah C-Dur als die Tonart der Mitte und des Heraufkommens. Fis-Dur / Ges-Dur ist ihm als Waagentonart im Zusammenhang mit der Tag-und-Nacht-Gleiche ein besonderer astronomischer Anknüpfungspunkt. Im Wechselspiel zwischen Licht und Schatten bzw. Schlafen und Erwachen begreift er Es-Dur als den unteren, A-Dur als den oberen Wendepunkt; Es-Dur und c-Moll seien Tonarten der Tiefe, „die Lichteshöhen von A-Dur in der Musik [nur selten] wirklich erreicht worden.“

#### Das „F-Dur-Kreuz“ (F – H – D – As)
Die Gruppe gilt Beckh als das Kreuz des Ätherischen. Für sie stehe namentlich das Denken, im religiösen Sinne der Sohn im Vordergrunde.
F-Dur sei im stärksten Sinne die Natur-Tonart und „'schöner' als C-Dur, mindestens anmutiger, weniger nüchtern, poetischer.“
H-Dur besitze etwas eigenartig Verklärtes, was mit der Verklärung und dem Hinübergehen zu tun haben möge.
D-Dur sei „die stärkste aller Tonarten“, „die Tonart des siegenden Helden, das Erreichen des höchsten Zieles, der siegreichen Überwindung, die eigentliche Siegertonart“, „das Empordringen zum höchsten Lichte.“
As-Dur gehöre im Gegensatz zu D-Dur „der tiefsten Tiefe des Tonartenkreises an.“

#### Das „G-Dur-Kreuz“ (G – Des – B – E)
Die Gruppe galt Beckh als das Kreuz des Seelischen, für das das Gefühlsmäßige und im religiösen Sinne der Geist entscheidend sei.
G-Dur sei besonders stark eine Tonart „des Seelisch-Empfindenden, des Fühlenden“, für die sich „eine gewisse Schwierigkeit“ ergebe, weil es am stärksten, höchsten Lichte des A-Dur teilhabe, aber durch die beiden stärksten Tonarten C-Dur und D-Dur „in den Schatten gestellt“ werde. In seinem „dennoch ebenfalls starken Lichte“ sei es auch einer gewissen „Gefahr des einseitig Fühlsamen“ ausgesetzt, „entweder sinnlich oder sentimental oder langweilig zu werden.“
Beckh kennzeichnete Des-Dur als sinnenhaft-süß und als zum Wesen des B-Dur gehörend, dass „[noch] nicht das Licht selbst, aber die Ahnung des Lichtes, die Hoffnung des Lichtes, der Glaube an das Licht“ an ihm teilhaben und es „[sowohl] an dem Naturhaften von F-Dur wie an dem Geistigen von Es-Dur/c-Moll […] in einer gewissen Weise [teilnehme].“ Die „in F-Dur beginnende Helligkeit“ sei bei B-Dur „gleichsam abgedunkelt, so dass etwas wie Halbdunkel, Helldunkel der Charakter dieser Tonart wird, etwa wie wenn wir, in der Natur uns ergehend, an der Natur uns freuend, auf einmal in das Dunkel eines Hochwaldes eintreten.“
E-Dur sei sehr hell (allerdings nicht so hell wie A-Dur) und „die wärmste aller Tonarten“, mit der sich, „wo sie nach dem Geistigen hin entwickelt wird, die tiefste innerlichste Herzenswärme verbinden“ könne, so dass es als „sehr vielseitig, voll verborgener Tiefen und Eigenschaften“ zu gelten habe.

## Geschichtlicher Standort
Beckh war mit Die Sprache der Tonart ein besonders entschiedener Anhänger des Unterscheidens zwischen Tönen und Tonarten und diesen jeweils zuzuordnenden Qualitäten. Damit stellte er sich der Überzahl derjenigen entgegen, die, wie Hermann von Helmholtz, eine subjektiv vorhandene Tonartencharakteristik nicht gelten lassen wollten (bzw. wollen).